# Leptacinus
Leptacinus es un género de escarabajos de la familia Buprestidae.

## Especies
- Leptacinus afghanus
- Leptacinus ajax
- Leptacinus apicipennis
- Leptacinus armeniacus
- Leptacinus astrakhanicus
- Leptacinus batychrus
- Leptacinus dieganus
- Leptacinus dubius
- Leptacinus faunus
- Leptacinus ferrugineus
- Leptacinus formicetorum
- Leptacinus germaini
- Leptacinus guadarramus
- Leptacinus harbinensis
- Leptacinus intermedius
- Leptacinus karakorus
- Leptacinus khachikovi
- Leptacinus klapperichi
- Leptacinus lecontei
- Leptacinus longipennis
- Leptacinus magniceps
- Leptacinus malayanus
- Leptacinus marocanus
- Leptacinus merkli
- Leptacinus microphthalmus
- Leptacinus mirus
- Leptacinus nigerrimus
- Leptacinus oscillans
- Leptacinus othioides
- Leptacinus pauliani
- Leptacinus politus
- Leptacinus priapus
- Leptacinus pusillus
- Leptacinus quadrisulciceps
- Leptacinus rufonitens
- Leptacinus secretus
- Leptacinus simeki
- Leptacinus sulcifrons
- Leptacinus unicolor
- Leptacinus yemeniticus